# Chichester Castle
Chichester Castle är ett slott i Storbritannien.   Det ligger i grevskapet West Sussex och riksdelen England, i den södra delen av landet, 90 km sydväst om huvudstaden London. Chichester Castle ligger 17 meter över havet.
Terrängen runt Chichester Castle är platt, och sluttar söderut.  Närmaste större samhälle är Chichester, 0,46 km sydväst om Chichester Castle. Trakten runt Chichester Castle består till största delen av jordbruksmark.